# Хавт, Гарри
Гарри Хафт (англ. Harry Haft, также известный как Хершел Хавт (Herschel Haft), при рождении Херцко или Херцка Хафт (пол. Hertzko Haft); 28 июля 1925, Белхатув, Польша — 3 ноября 2007, Пемброк-Пайнс, Флорида, США) — польский боксёр еврейского происхождения. Один из выживших узников концентрационного лагеря Аушвиц, где был вынужден ради сохранения своей жизни участвовать в боксёрских поединках со смертельным исходом против других заключённых.
Продолжил профессиональную карьеру в послевоенной Германии в тяжёлом весе, также боксировал в полутяжёлом весе в США в 1948—1949 годах.

## Биография
Родился 28 июля 1925 года в Белхатуве, Польша. Отец Хафта умер, когда Гарри было три года. В 1939 году к началу вторжения и немецкой оккупации Польши Гарри Хафту было 14 лет. Во время оккупации он вместе со своим старшим братом занимался контрабандой, за что был арестован в 1942 году.

### Пребывание в Аушвице
К 1943 году, пройдя через несколько нацистских трудовых лагерей, где его избивали и морили голодом, Хафт очутился в концентрационном лагере Явожно, относившемуся к системе лагерей Аушвиц-Биркенау. Один из надзирателей СС обратил внимание на высокий рост и хорошие физические данные Хафта и начал учить его боксу, рассчитывая в дальнейшем выставить его на любительский ринг в Аушвице для развлечения персонала лагеря. Бои велись со смертельным исходом — проигравшего казнили. Всего с 1943 по 1945 год Хафт провёл там 76 боёв, соответственно, победив во всех.

### Побег из лагеря
В апреле 1945 года, когда лагерь в Явожно был распущен из-за наступления Красной армии, и тысячи его выживших узников были отправлены маршем смерти на запад, в Германию, Хафту удалось бежать. При побеге он убил немецкого солдата и переоделся в его форму. В течение нескольких недель, оставшихся до окончания войны, скрывался, переходя из деревни в деревню. В одной из таких деревень он убил пожилую пару, которая укрывала его на своей ферме, так как боялся, что те обнаружат, что он не немецкий солдат, и сдадут его властям. После капитуляции Третьего Рейха сдался американской армии и содержался в лагере для перемещённых лиц, которым управляла армия США.

### После войны
В январе 1947 года Хафт участвовал в «Любительском еврейском чемпионате в тяжёлом весе» в Мюнхене и победил в нём, получив награду из рук генерала Люсиуса Клея. В 1948 году, в возрасте 22 лет, Хафт эмигрировал в Бруклин, США. До 24 лет зарабатывал на жизнь профессиональным боксом в полутяжёлом весе, проведя около 20 боёв. Последний бой в своей карьере провёл против Рокки Марчиано (проиграл нокаутом в третьем раунде).
После ухода из спорта открыл продуктовый магазин в Бруклине. В 1949 году женился на Мириам Вофсоникер (англ. Miriam Wofsoniker), в браке родились два сына и дочь.
В апреле 2007 года был внесён в Национальный зал славы и музей еврейского спорта.
Умер 3 ноября 2007 года в Пемброк-Пайнс, Флорида, от рака.

## В массовой культуре
Хафт рассказал историю своей жизни своему сыну Алану Скотту (Alan Scott) в 2003 году, который отредактировал и опубликовал её в 2006 году при участии историков Джона Радзиловски и Майка Сильвера (Mike Silver). На основе опубликованной биографии Райнхард Клейст (нем. Reinhard Kleist) создал графический роман Der Boxer. Die wahre Geschichte des Hertzko Haft, который последовательно публиковался в немецком периодическом издании Frankfurter Allgemeine Zeitung в течение 2011 года. Книга была номинирована на премию Игнаца 2014 года за «выдающийся графический роман».
«Гарри Хафт: Последний бой» — художественный фильм 2021 года режиссёра Барри Левинсона в жанре биографической драмы по сценарию Жюстин Юль Гиллмер. Премьера фильма состоялась на Международном кинофестивале в Торонто в 2021 году, а его показ на канале HBO состоялся 27 апреля 2022 года, в Йом ха-Шоа.